# Rodrigo Diego López
Rodrigo Diego López (nació el 2 de diciembre de 1996 en Guadalajara, Jalisco), es un clavadista mexicano. Su primera aparición en competencias internacionales fue en los Juegos Olímpicos de la Juventud en Nanjing en 2014, donde ganó la medalla de plata en el trampolín de 3 metros.
Más tarde formó parte de la delegación mexicana en la Copa Mundial de los Juegos Olímpicos de Río de Janeiro en 2016 habiendo clasificado con la cuarta plaza del equipo de clavadistas. En esta competencia, logró llegar a la semifinal de salto de trampolín de 3 metros, donde fue eliminado en el decimosexto lugar en la clasificación.

## Biografía
Nació en Guadalajara, Jalisco el 2 de diciembre de 1996. Su mamá, Rosa María López, lo ha apoyado desde siempre. Desde niño, Rodrigo Diego quería ser jugador de fútbol aunque a los siete años decidió dejarlo y empezar a practicar clavados. Debido a estos inicios, considera a Lionel Messi como el mejor deportista. Sin embargo, toma como figuras a seguir a los clavadistas olímpicos  Jesús Mena y Fernando Platas.
Actualmente es estudiante de Ciencias Políticas y Administración Pública en la UAG.

## Trayectoria

### Juegos Olímpicos de la Juventud
- Medallista de plata en el trampolín de 3 metros en Nankín 2014[3]
- Medallista de bronce en la plataforma de 10 metros en Nankín 2014[3]

### Campeonato Mundial Juvenil
- Medallista de oro en el salto sincronizado de 3 metros junto con Adán Zúñiga en Penza 2014[4]
- Medallista de bronce  en el trampolín de 3 metros en Penza 2014[4]

### Juegos Olímpicos
- 16° lugar en trampolín de 3 metros Juegos Olímpicos de Río de Janeiro 2016[2]

### Otros reconociemientos
- Premio Nacional del Deporte 2014[6]
- Campeón Panamericano Juvenil 2013 Arizona[4]
- Campeón Nacional Primera Fuerza 2016[4]